# Károly Kővári
Károly Kővári (deutsch Karl Käfferstein; * 21. Juni 1912 in Wien, Cisleithanien; † 20. April 1978 in Budapest) war ein ungarischer Wintersportler. Er nahm an Bewerben im Skilanglauf, der Nordischen Kombination und im Alpinen Skisport teil.

## Karriere
Kővári war bereits als Student sportlich aktiv und betrieb mehrere Sportarten parallel, wie etwa Leichtathletik, Turnen, Hockey und später auch Kajak und Segeln. Am erfolgreichsten war er jedoch im Wintersport.
1933 belegte er mit der ungarischen 4 × 10 km Staffel bei den Weltmeisterschaften in Innsbruck den 9. Platz. Bei den Alpinen Skiweltmeisterschaften 1939 in Zakopane wurde 33. in der Abfahrt.
An Olympischen Winterspielen nahm Kővári 1936 und 1948 teil. In Garmisch-Partenkirchen startete er sowohl in der Nordischen Kombination als auch im Alpinen Skilauf. Während er die Nordische Kombination nach einer Aufgabe beim 18 km Langlauf nicht beendete belegte er in der Alpinen Kombination den 27. Platz.
1948 belegte er in der Abfahrt Platz 65 und in der Kombination wurde er 46., eine Leistung die insofern bemerkenswert war, als das Kővári noch Rekonvaleszent nach einem Fußbruch war.
Seit 1979 wird in Andenken an ihn auf dem Balaton eine Segelregatta veranstaltet.

## Privates
Seine Ehefrau Ildikó war ebenfalls als Skirennläuferin aktiv. Kőváris Grab befindet sich auf dem Farkasréti temető in Budapest.

## Erfolge

### Skilanglauf

#### Weltmeisterschaften
- Innsbruck 1933: 9. Staffel
- Zakopane 1939: k. A. 18 km

### Ski Alpin

#### Olympische Winterspiele
- Garmisch-Partenkirchen 1936: 27. Kombination
- St. Moritz 1948: 46. Kombination, 65. Abfahrt

#### Weltmeisterschaften
- Zakopane 1939: 33. Abfahrt
- St. Moritz 1948: 46. Kombination, 65. Abfahrt

### Nordische Kombination

#### Olympische Winterspiele
- Garmisch-Partenkirchen 1936: DNF